# Thamithericles fizianae
Thamithericles fizianae är en insektsart som beskrevs av Marius Descamps 1977. Thamithericles fizianae ingår i släktet Thamithericles och familjen Thericleidae. Inga underarter finns listade i Catalogue of Life.